# Toro (mitología)

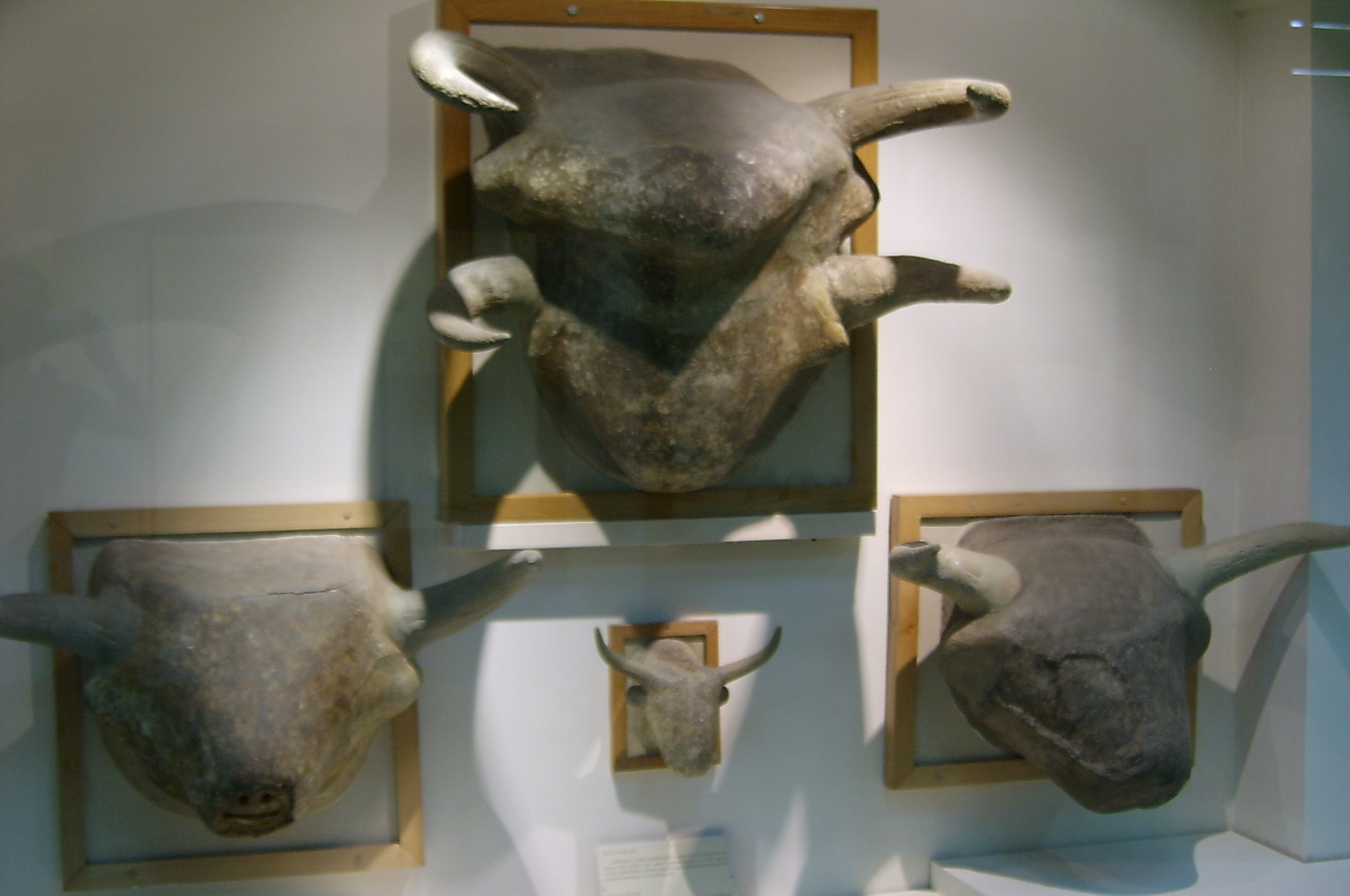
Cabezas de toro excavadas de Çatalhöyük en el Museo de las Civilizaciones Anatolias de Ankara.

La adoración del Toro Sagrado era común en el mundo antiguo. Su fuente de conocimiento viene de Egipto, y luego pasó a los pueblos de la Mesopotamia Antigua y la Grecia Helenista, la misma que en su religiosidad la difundió a Roma. Es quizás más familiar a Occidente el empleo del toro por parte de Roma y su religión quienes en ciertas fiestas o acontecimientos de conquista a otros pueblos, para agradecer a los dioses hacían sacrificar a uno de estos animales nobles y fuertes en sus rituales como sinónimo de prosperidad y fortaleza, se bañaban en la sangre del animal sacrificado. Viene a colación en este hecho los sacrificios que se hacían en Roma por ejemplo después de que César conquistara las Galias.

## El toro como animal sagrado
Desde épocas protohistóricas, el toro ocupó un lugar importante en la vida de los seres humanos. Tanto el nómada como el sedentario conviven de cerca con este animal, que se agrupa a su lado y del cual el hombre, muchas veces, depende para su supervivencia. Por ello aprende a conocerlo bien y a representarlo, identificándolo con la virilidad y la procreación en la naturaleza. Los objetos sagrados, ya sean animales, plantas, lugares u objetos no se veneran por sí mismos, sino que se les considera sagrados porque revelan la realidad última o porque participan de ella. 
Desde los tiempos más remotos, el toro fue lunar en Mesopotamia, representando sus cuernos la luna creciente, aunque no puede recrearse un contexto específico para los cráneos de toro con cuernos (bucrania) conservados en un santuario del VIII milenio a. C. en Çatalhöyük (Anatolia oriental). El toro sagrado de los hattianos, cuyos elaborados estándares fueron hallados en Alaca Höyük junto a los del ciervo sagrado, sobrevivió en las mitologías hurrita e hitita como Seri y Hurri (‘Día’ y ‘Noche’), los toros que llevaban al dios del tiempo Teshub sobre sus espaldas o en su carro, y que pacían en las ruinas de las ciudades. En Chipre se usaron máscaras rituales de toro hechas con cráneos reales. En esta isla se han hallado figuritas de terracota llevando máscaras de toro y altares de piedra neolíticos con cuernos de toro.
En la mitología egipcia fue venerado el toro Apis, considerado la encarnación de Ptah y más tarde de Osiris. Una larga serie de toros, ritualmente perfectos, fueron identificados por los sacerdotes del dios, hospedados en el templo toda su vida, embalsamados y enterrados en grandes sarcófagos. Numerosos sarcófagos monolíticos se guardaron en el Serapeum de Saqqara, que fue descubierto por Auguste Mariette en 1851. Otros toros venerados fueron Mnevis o Merur, la encarnación de Atum-Ra, en Heliópolis; Bujis o Baj, el toro sagrado de Montu, en Hermontis; y el toro del dios Min, en Coptos. En el Antiguo Egipto, Ka era tanto un concepto religioso de la fuerza vital, como la palabra que designaba al toro.
En otras culturas, Marduk es el «toro de Utu» y la montura del dios hinduista Shivá es Nandi, el toro.
Walter Burkert resumió la revisión moderna de una identificación superficial y difusa de un dios que era idéntico a su víctima sacrificial, que había creado analogías sugestivas con la eucaristía cristiana para una generación anterior de mitógrafos:

Sin embargo, el concepto del dios teriomórfico y especialmente del dios toro puede borrar también demasiado fácilmente las muy importantes distinciones entre un dios llamado, descrito, representado y adorado en forma animal, un animal real adorado como un dios, los símbolos y máscaras animales usados en el culto, y por último el animal consagrado destinado al sacrificio. La adoración animal de este tipo hallada en el culto egipcio de Apis es desconocida en Grecia.

Cuando los héroes de la nueva cultura indoeuropea llegaron a la cuenca del Egeo, se enfrentaron con el antiguo Toro Sagrado en muchas ocasiones, y siempre lo superaron, en la forma de los mitos que han sobrevivido. Para los griegos, el toro estaba fuertemente relacionado con el Toro de Creta: Teseo de Atenas tenía que capturar al antiguo toro sagrado de Maratón antes de enfrentarse al toro-hombre, el Minotauro (en griego ‘toro de Minos’), al que se imaginaba como un hombre con cabeza de toro en el centro del laberinto. Los antiguos frescos y cerámicas minoicos representan rituales de taurocatapsia, en los que los participantes de ambos sexos saltaban por encima de los toros agarrándose a sus cuernos. A pesar del aviso constante de Burkert es que «es peligroso proyectar la tradición griega directamente en la Edad de Bronce», sólo se ha hallado una imagen minoica de un hombre con cabeza de toro, un diminuto sello actualmente en el Museo Arqueológico de La Canea.
En el culto olímpico, el epíteto de Hera Boopis (βοώπης) suele traducirse como ‘con ojos de bovino’, pero también podría ser 'cabeza de bovino'. Los griegos clásicos nunca se refirieron por lo demás a Hera simplemente como una vaca, si bien su sacerdotisa Ío fue literalmente una ternera picada por un tábano, forma en la que Zeus se apareó con ella. Zeus adoptó papeles más antiguos y, en la forma de un toro que salía del mar, raptó a la noble fenicia Europa y la llevó, significativamente, a Creta.
Dioniso era otro dios de resurrección que estaba fuertemente vinculado al toro. En un himno de culto procedente de Olimpia, en un festival en honor a Hera, también se invitaba a Dioniso a aparecer como un toro, «con la furia de su pezuñas». «Con bastante frecuencia es retratado con cuernos de toro, y en Cízico tenía una imagen tauromorfa», cuenta Burkert, y alude también a un mito arcaico en el que Dioniso es masacrado como un ternero y comido impíamente por los Titanes.
En el periodo clásico de Grecia, el toro y otros animales identificados con deidades eran separados como sus agalma, una especia de pieza heráldica que significaba concretamente su presencia numinosa.

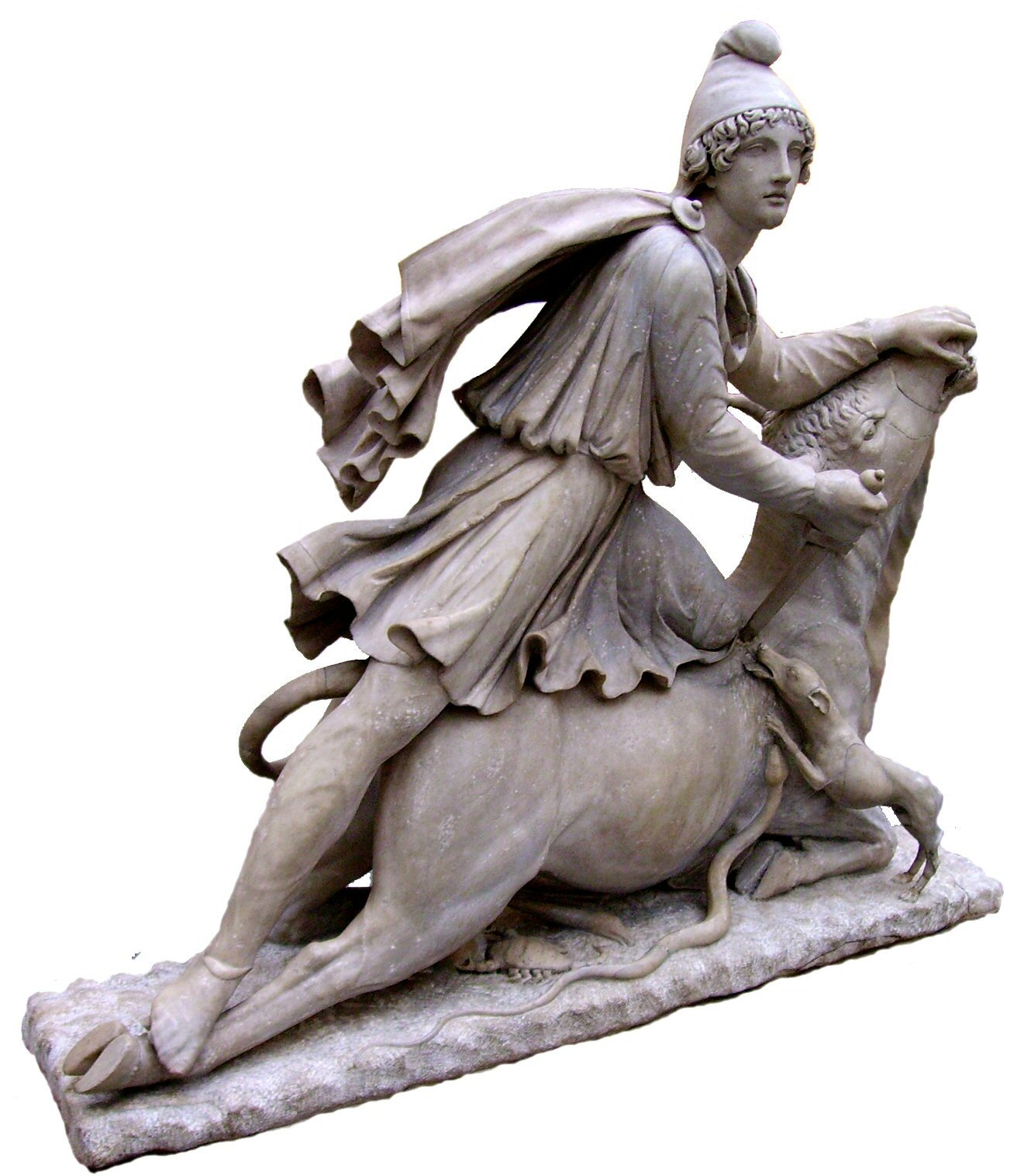
Tauroctonía de Mitra en el Museo Británico (Londres).

El toro es uno de los animales relacionados con el culto sincrético romano y helenístico tardío de Mitra, en el que la muerte del toro astral, la tauroctonía, era tan central en el culto como la crucifixión en el cristianismo de la época. La tauroctonía estaba representada en cada mitreo (compárese con el muy parecido sello tauróctono de Enkidu). Una sugerencia muy discutida relaciona los restos del ritual mitraico con la pervivencia o auge de la tauromaquia en Iberia y el sur de Francia, donde la leyenda de san Saturnino de Tolosa y su protegido en Pamplona, san Fermín, está inseparablemente relacionada con los sacrificios de toros por la vívida forma que adoptaron sus martirios, fijados por la hagiografía cristiana en el siglo III, que también fue el siglo en el que el mitraísmo estuvo en su apogeo.
La mitología irlandesa incluye importantes menciones a los toros, como en el Táin Bó Cúailnge, así como en las historias del épico héroe Cúchulainn, que fueron compiladas en el Libro de la vaca parda del siglo VII.
En algunas religiones cristianas se escenifican belenes en Navidad. La mayoría de ellos incluyen un toro o un buey echado en el pesebre, cerca del recién nacido Jesús. Las canciones navideñas tradicionales cuentan a menudo que el buey y el burro calentaban al infante con su aliento.
El toro sagrado sobrevive en la constelación Tauro.